# 동기 (음악)

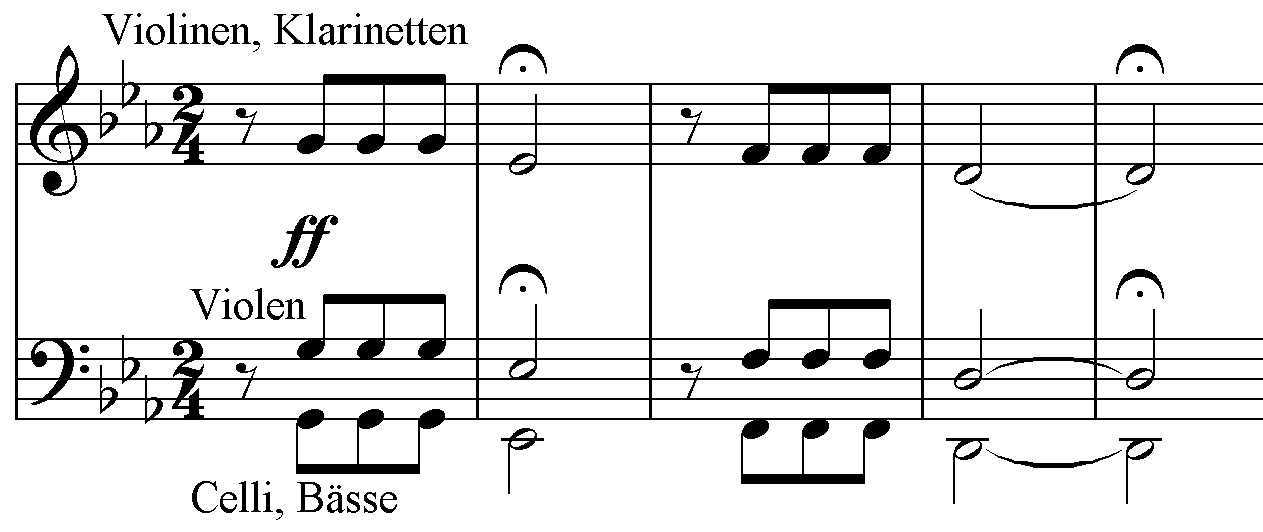

음악에서 동기는 음형 또는 선율을 구성하는 가장작은 단위의 연속된 음을 말한다. 2개의 동기가 결합해서 작은악절을 이루고, 2개의 작은악절이 큰악절을 형성한다.